# Museo Nazionale della Repubblica del Kazakistan
Il Museo Nazionale della Repubblica del Kazakistan (in kazako Қазақстан Республикасының Ұлттық музейі?, Qazaqstan Respýblıkasynyń Ulltyq mýzeıi), si trova ad Astana. Quando è stato costruito nel 2014, era il più grande museo dell'Asia centrale. Composto da vetro blu e marmo bianco raffigura la storia e la cultura del Kazakistan dalla preistoria ad oggi. L'inestimabile collezione del Museo Nazionale della Repubblica del Kazakistan è composta da numerosi tesori che sono stati resi pubblici come parte dell'iniziativa governativa "Patrimonio culturale". La struttura del museo attira l'attenzione grazie alla sua caratteristica forma esterna. Secondo il decreto del capo dello Stato Darkhan Mynbay è stato nominato direttore del Museo Nazionale del Kazakistan.

## Struttura
Secondo il sito web del governo kazako QazaqCulture.com, "L'architetto dell'edificio è Vladimir Laptev, membro dell'Unione degli Architetti del Kazakistan. L'architetto è partito dall'idea di una bandiera sventolante".
Il museo è composto da sette blocchi che vanno da uno a nove piani di altezza. Circa 14.000 metri quadrati di spazio in 11 sale che costituiscono l'area espositiva. Le sale sono composte da quanto segue: Sala di Astana, Sala del Kazakistan Indipendente, Sala dell'Oro, Sala della Storia Antica e Medievale, Sala della Storia, Sala dell'Etnografia, Sale dell'Arte Moderna. Un istituto di ricerca funge da rappresentazione della struttura organizzativa del museo per lo studio del patrimonio nazionale. Un museo per bambini, un centro di creatività per bambini, due sale espositive, officine di riparazione, laboratori, strutture di stoccaggio professionali, una biblioteca scientifica con una sala di lettura, una sala conferenze e negozi di articoli avranno tutti sedi nella proprietà.